# Дуалізм

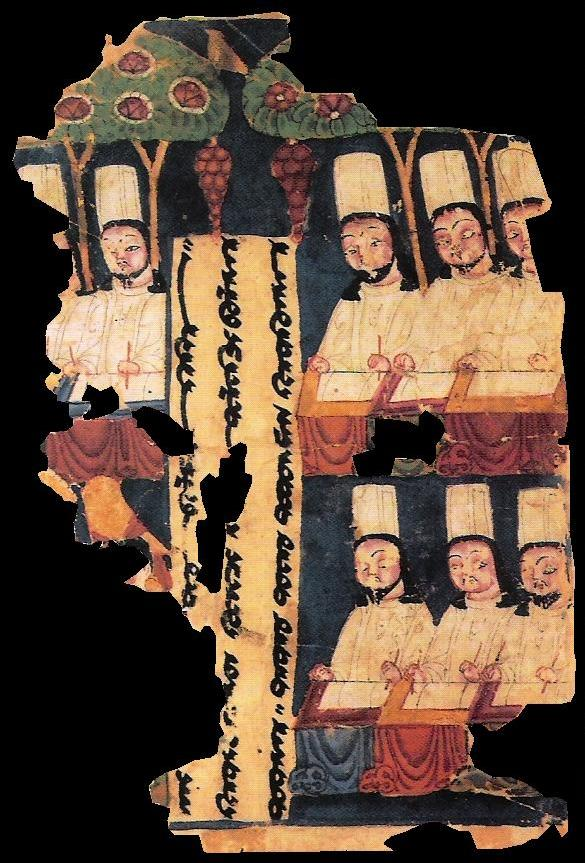
Східні маніхейці (Китай) — послідовники християнської єресі маніхейства, характерною доктриною якої був її дуалізм добра і зла, як двох первоначал. Християнство в етичному аспекті є моністичним, тобто вважає, що існує лише одне першоначало — добро, а зло є лише «хибою», спотворенням добра.

Дуалі́зм — доктрина, котра стверджує, що фізичні предмети є незалежними у своєму існуванні у природі від розумового акту пізнання і знання. Дуалізм теж вважає, що існує різниця між «ментальними» (розумовими) та «реальними» предметами і подіями, так що останні існують незалежно від того, чи вони є пізнаними, чи непізнаними спостерігачем.
Іншими словами, дуалізм це — філософська теорія, яка стверджує, що всесвіт складається з двох незмінних і незалежних речовин, або вчення, що він базується на двох фундаментальних принципах (наприклад, добро і зло). Цим дуалізм відрізняється від монізму — вірування лише в одну речовину чи принцип, а також від плюралізму, який дотримується погляду що таких перших початків є багато. Одною з найпоширеніших дуалістичних теорій у філософії з часів Декарта, є думка, що світ складається з ментальної субстанції (розум чи свідомість) і фізичної субстанції (тіло чи матерія).